# 1009-1000 v.Chr.
De jaren 1009-1000 v.Chr. zijn een decennium in de 11e eeuw v.Chr.
Opmerking: Omdat in deze tijd de dateringen meestal niet veel nauwkeuriger zijn dan plusminus een aantal jaar, worden voor 1000 v.Chr. de gebeurtenissen per decennium weergegeven.

## Gebeurtenissen

### Babylonië
- 1008 v.Chr. - Koning Ea-Murkin-zeri (1008 v.Chr.) heerser over de vazalstaat Babylon.
- Kashu-nadin-ahhe (1008 - 1004 v.Chr.) volgt na politieke intriges Ea-Murkin-zeri op.
- 1004 v.Chr. - Koning Eulma-shakin-shumi (1004 - 987 v.Chr.) regeert over Babylon.
- Er komt een einde aan de vijfde dynastie van Babylon.
- 1006 v.Chr. - David wordt koning van de Israëlieten.

### Israël
- 1004 v.Chr. - Koning David verovert de stad Jeruzalem en maakt het tot hoofdstad van het koninkrijk Israël.

### Egypte
- 1004 v.Chr. - Hoge Priester Menkheperre laat de tempels van Karnak inspecteren.

<< · 1099-1090 · 1089-1080 · 1079-1070 · 1069-1060 · 1059-1050 · 1049-1040 · 1039-1030 · 1029-1020 · 1019-1010 · 1009-1000 · >>